# Хотел „Централ“
„Хотел „Централ“ е български игрален филм (драма) от 1982 година, по сценарий и режисура на Веселин Бранев. Оператор е Яцек Тодоров. Създаден е по мотиви от разкази на Константин Константинов. Музиката във филма е композирана от Божидар Петков.

## Сюжет
Началото на 30-те в малък провинциален град. Главната героиня Тинка е камериерка в хотел „Централ“. Често собственикът я изпраща и в стаите на по-отбрани клиенти като секс-компаньонка. Около нея се завърта пъстър калейдоскоп от мъже…

## Награди
- НАГРАДА ЗА РЕЖИСУРА, ОПЕРАТОРСКА РАБОТА И ЖЕНСКА РОЛЯ на Ирен Кривошиева, (Варна, 1984).
- ПЪРВА НАГРАДА „ЗЛАТЕН ЛАЧЕНО“ на Ирен Кривошиева, (Авелино, Италия, 1984).
- НАГРАДАТА НА СБФД ЗА Женска роля на Ирен Кривошиева, (1983).

## Състав

### Актьорски състав
| Изпълнител        | Роля               |
| ----------------- | ------------------ |
| Ирен Кривошиева   | Тинка              |
| Живко Гарванов    | Аптекарят Йончев   |
| Валентин Гаджоков | полицейският Стефо |
| Антон Радичев     | Ставри             |
| Боряна Пунчева    | Ленчето            |
| Стоян Стоев       | Беньо              |
| Ренета Дралчева   | Актрисата          |
| Борис Луканов     |                    |
| Константин Димчев | Доспевски          |
| Георги Русев      | ораторът           |
| Йордан Спиров     |                    |
| Емил Марков       |                    |
| Добри Добрев      |                    |
| Стоян Стойчев     |                    |
| Иван Янчев        |                    |
| Рената Киселичка  |                    |
| Димитър Ангелов   |                    |
| Николай Георгиев  |                    |
| Коста Димов       |                    |

### Технически екип
| Режисьор Сценарий  | Веселин Бранев                                                                                       |
| Оператор           | Яцек Тодоров                                                                                         |
| Художник           | Анастас Янакиев                                                                                      |
| Костюми            | Росица Енева                                                                                         |
| Грим               | Веселин Пейчев                                                                                       |
| Музика             | Божидар Петков                                                                                       |
| Звукорежисьор      | Борислав Бояджиев                                                                                    |
| Монтаж             | Надежда Ценова                                                                                       |
| Консултант         | Тодор Венчев                                                                                         |
| Редактор           | Правда Кирова                                                                                        |
| Директор           | Христо Бумбовски                                                                                     |
| Втори режисьор     | Соня Христова                                                                                        |
| Асистент-режисьори | Карамфила Щерева Емил Цанев Антони Дончев                                                            |
| Втори оператор     | Константин Гошев                                                                                     |
| Асистент-оператори | Емил Димитров Христо Христов Любомир Рангелов Войчех Тодоров                                         |
| Осветление         | Иван Нешев Георги Якимов Румен Панов Иван Минков Борис Антонов                                       |
| Помощник гримьор   | Атанаска Попова                                                                                      |
| Гардероб           | Елена Коцева Маргарита Живкова                                                                       |
| Цветен четец       | Ели Иванова                                                                                          |
| Комбинирани снимки | Тотьо Начев                                                                                          |
| Реквизит           | Йордан Георгиев                                                                                      |
| Кран               | Димитър Пиринчиев                                                                                    |
| Декори             | Петко Сакаджийски                                                                                    |
| Фотограф           | Веселин Байрамов                                                                                     |
| Асистент-монтажист | Мария Въжарова                                                                                       |
| Организатори       | Веселин Василев Борис Начев Тома Томов                                                               |
| Distributed by     | Българска кинематография Студия за игрални филми „БОЯНА“ Първи творчески колектив /Copyright © 1982/ |